# Saint-Jean-de-Beugné
Saint-Jean-de-Beugné é uma comuna francesa na região administrativa da Pays de la Loire, no departamento de Vendéia. Estende-se por uma área de 13,36 km². Em 2010 a comuna tinha 612 habitantes (densidade: 45,8 hab./km²).